# Kovernino
Kovernino (en russe : Ковернино́) est une commune urbaine de Russie de type bourg ouvrier située dans l'oblast de Nijni Novgorod. C'est le siège administratif du raïon (arrondissement) et de la municipalité du même nom,.

## Géographie
Kovernino se trouve au bord de la rivière Ouzola à 88 km à vol d'oiseau et 125 km par la route au nord de Nijni Novgorod et à 60 km de Semionov.
La température moyenne est en janvier de -13,1°С, et de +18,3°С en juillet.

## Histoire
En 1712, par décret de Pierre le Grand, la nouvelle colonie de Rybnovskie Potchinki (maintenant l'une des rues du bourg ouvrier de Kovernino), ainsi qu'un certain nombre de volosts de l'ouïezd de Iourievets sont données au prince Iakov Fiodorovitch Dolgoroukov. Le village devient le siège d'une volost de l'ouïezd de Iourievets qui dépend du gouvernement de Nijni Novgorod. Il est transféré dans les années 1770 à l'ouïezd de Makariev de la province de Kostroma (devenue gouvernement de Kostroma en 1796). De 1918 à 1922, l'endroit est le siège administratif d'un ouïezd. Ensuite le village entre dans l'ouïezd de Semionov du gouvernement de Nijni Novgorod et le 10 juin 1929 devient chef-lieu d'arrondissement (siège du raïon de Kovernino).
Kovernino obtient le statut de commune urbaine en 1961.

## Population
Recensements (*) et estimations de la population,,:
| 1897* | 1926* | 1939* | 1959* | 1970* | 1979* | 1989* | 2002* |
| ----- | ----- | ----- | ----- | ----- | ----- | ----- | ----- |
| 1 092 | 1 526 | 2 764 | 3 661 | 5 212 | 6 184 | 7 212 | 6 875 |

| 2010* | 2012  | 2013  | 2014  | 2015  | 2016  | 2017  | 2018  |
| ----- | ----- | ----- | ----- | ----- | ----- | ----- | ----- |
| 6 892 | 6 882 | 6 834 | 6 843 | 6 822 | 6 843 | 6 869 | 6 988 |

| 2019  | 2020  | 2021* | 2023  | - | - | - | - |
| ----- | ----- | ----- | ----- | - | - | - | - |
| 6 957 | 6 970 | 6 994 | 6 950 | - | - | - | - |